# Vall d'Hebron (metropolitana di Barcellona)
Vall d'Hebron è una stazione della linea 3 ed è anche il capolinea della linea 5 della Metropolitana di Barcellona
La stazione è stata inaugurata nel 1985 e si trova sotto Passeig de la Vall d'Hebron, tra Avinguda Jordà e Camí de la Granja.
La stazione è posizionata accanto alla futura stazione di Genìs Sant.